# WebSub
WebSub (früher PubSubHubbub) ist ein offenes Protokoll zur Serverkommunikation im Internet. Es erweitert die Dateiformate Atom und RSS um eine Echtzeit-Komponente und basiert auf sog. WebHooks. Das Protokoll wurde 2017 als W3C Candidate Recommendation angenommen.

## Funktionsweise

### Protokoll
Normalerweise fragt ein Feed-Abonnent in regelmäßigen Abständen beim Feed-Server nach Neuigkeiten. Dabei entsteht eine Zeitdifferenz bis zum Anzeigen der Nachricht auf dem Client. Unter gewissen Umständen (z. B. bei ungenügend konfigurierten Feed-Generatoren oder fehlenden ETag) fällt dabei auch Overhead an, wenn keine neuen Nachrichten vorhanden sind. WebSub integriert daher einen sogenannten Hub (englisch für Verteilstation) zwischen Server und Client. Bei einer neuen Nachricht werden die Hubs von den Feed-Servern angepingt; die Hubs fragen die neue Nachricht ab und reichen sie direkt via Push an die angeschlossenen Clients weiter.
Das Protokoll ist dezentral ausgelegt. Der Feed-Verbreiter kann den Hub-Server selber betreiben oder andere, frei verfügbare benutzen.

### Aus Nutzersicht
Ein Nutzer abonniert einen Web-Feed wie gewöhnlich. Der Herausgeber des Feeds kann in diesem einen Hub-Server angeben, der anschließend für den Push-Dienst verwendet werden kann. Somit wird die Grundeigenschaft des Web-Feed als Pull-Medium zu einem Push-Medium umgedreht.